# Pejritoos
Pejritoos – w mitologii greckiej królewicz tesalski. Był mężem Hippodamei, z którą spłodził Polypojtesa. W Iliadzie jest ukazany jako syn Zeusa i Dii, ale najczęściej był uważany za syna Iksjona i Dii. Przez ojca należał do Lapitów. Był największym przyjacielem Tezeusza. Często towarzyszył mu w dalekich wyprawach.
Gdy Pejritoos dowiedział się o bohaterskich czynach Tezeusza, postanowił wystawić go na próbę i zagarnął jego bydło pasące się w okolicach Maratonu. Tezeusz ruszył w pościg za złodziejem, a Pjeritoos zawrócił, by stawić mu czoło. Gdy stanęli naprzeciw siebie i miało dojść do walki, tak bardzo zachwycili się nawzajem swoją urodą, że Pejritoos oddał Tezeuszowi równowartość strat i oznajmił, że uważa się za jego niewolnika. Tezeusz przebaczył przyjacielowi i odmówił przyjęcia ofiary. Obaj mężczyźni potwierdzili swoją przyjaźń przysięgą.
Gdy Pejritoos brał za żoną Hippodameję zaprosił na ślub wszystkich bogów olimpijskich poza Aresem i Eris. Pejritoos pamiętał o szkodach wyrządzonych przez nią podczas ślubu Peleusa i Tetydy. Pejritoos jako syn Iksjona był krewnym centaurów, więc zaprosił ich na wesele. Ponieważ zjawiło się więcej gości weselnych niż mógł pomieścić pałac Pejritoosa, centaurowie, wraz z Nestorem, Kajneusem i innymi książętami tesalskimi zasiedli przy stołach ustawionych w pobliskiej jaskini. Centaurowie będąc w stanie upojenia alkoholowego próbowali zgwałcić pannę młodą i porwać kobiety obecne na uczcie. Między centaurami a Lapitami wywiązała się bójka. Pejritoos i jego drużba, Tezeusz skoczyli na ratunek Hippodamei i obcięli nos i uszy oprawcy panny młodej Eurytionowi oraz wyrzucili go z jaskini. Walka trwała do północy. Był to początek długich sporów między centaurami a Lapitami.
Tezeusz i Pejritoos przysięgli, że zdobędą, każdy dla drugiego, córki Zeusa za żony. Pejritoos uczestniczył w porwaniu Heleny dla Tezeusza. Tezeusz towarzyszył przyjacielowi w drodze do Hadesu, by porwać stamtąd Persefonę, żonę Hadesa. Przyjaciele zeszli do Podziemia, ale nie mogli stamtąd wyjść. Przebywali w niewoli do przybycia Heraklesa. Heros uwolnił Tezeusza, ale gdy próbował wyzwolić Pejritoosa, ziemia zadrżała i zrozumiał, że bogowie nie chcą wybaczyć winowajcy. Wobec tego Pejritoos musiał pozostać w podziemiach.
Pauzaniasz podaje inną wersję tej historii. Tezeusz i Pejritoos mieli udać się do Epiru na dwór królewski Hajdoneusa, którego żoną była Persefone, a córką Kore. Był tam także złośliwy pies nazwany Kerberos. Tezeusz i Pejritoos udawali, że przybyli, by prosić o rękę córki. W rzeczywistości planowali porwanie Kory i Persefony. Ręka Kory była obiecana bohaterowi, który będzie potrafił pokonać Kerberosa. Gdy Hajdoneus odkrył zamiary gości, nakazał ich uwięzić. Pejritoos został wydany na pożarcie Kerberosowi.